# Hugo Wittrock
Hugo Wittrock, född 19 juli 1873 på Ösel, Guvernementet Livland, död 25 augusti 1958 i Lübeck, Schleswig-Holstein, var en balttysk politiker. Han var verkställande Oberbürgermeister i Riga från 1941 till 1944 och föresatte sig att helt och hållet germanisera den lettiska huvudstaden. Wittrock var underordnad generalkommissarie Otto-Heinrich Drechsler.